# 안네케 폰 데르 리페
안네케 폰 데르 리페(Anneke von der Lippe, 1964년 7월 22일 ~ )는 노르웨이의 배우이다. 

## 출연 작품
- 어페어 (2018)
- 7월 22일 (2018)
- 그래도 사랑이야 (2014)
- 빅토리아 (2013)
- 트러블드 워터 (2008)
- 콜드 런치 (2008)
- 바바라 (1997)
- 사라 (1994)